# Баранцуоло (Ђенова)
Баранцуоло је насеље у Италији у округу Ђенова, региону Лигурија.
Према процени из 2011. у насељу је живело 19 становника. Насеље се налази на надморској висини од 445 м.